# Andžar
Andžar (arabsko عنجر, latinizirano: Anjar, dob. 'nerešena, tekoča reka'; znana tudi kot Hawsh Mousa, حوش موسى, Ḥawsh Mūsá), je mesto v Libanonu v dolini Beka. Ima 2400 prebivalcev, skoraj v celoti sestavljeno iz Armencev. Skupna površina je približno 20 kvadratnih kilometrov. Od leta 1984 so ruševine omajadske naselbine Andžar vpisane na seznam Unescove svetovna dediščina.

## Zgodovina
Ustanovitev mesta običajno pripisujejo omajadskemu kalifu al-Validu I. na začetku 8. stoletja kot mesto-palača. Sirski grafiti, najdeni v kamnolomu, iz katerega so pridobivali najboljši kamen, ponujajo letnico 714, obstajajo pa tudi bizantinski in sirski viri, ki ustanovitev mesta pripisujejo omajadskim knezom, pri čemer ena sirska kronika omenja Valida I. po imenu, medtem ko je bizantinski kronist Teofan Izpovednik zapisal, da je Validov sin, al-Abas, začel graditi mesto leta 709-10. Zgodovinar Jere L. Bacharach sprejema Teofanov datum, čeprav so bili prejšnji materiali ponovno uporabljeni, je velik del mesta zgrajen na nedotaknjeni zemlji.
Potem ko je bil v poznejših letih opuščen, je bil Andžar leta 1939 ponovno naseljen z več tisoč armenskimi begunci iz območja Musa Dagh. Njegove soseske so poimenovane po šestih vaseh Musa Dagh: Haji Habibli, Kebusiyeh, Vakif, Kheder Bek, Yoghunoluk in Bitias.
Med državljansko vojno je sirska vojska izbrala Andžar za enega od svojih glavnih vojaških oporišč v dolini Beka in sedež svojih obveščevalnih služb.
Po državljanski vojni se je Andžar začel gospodarsko obnavljati. Mnogi njegovi prebivalci so se preselili v druge države, predvsem v Evropo, Kanado in ZDA. Kljub temu je danes Andžar zgled številnim drugim entitetam v regiji zaradi nizke stopnje kriminala, zmanjšane onesnaženosti zraka in življenjskega standarda. Med pandemijo covida-19 leta 2020 je vas hitro uvedel stroge ukrepe in dal zgled preostali državi.

## Unescov seznam svetovne dediščine
Ruševine omajadskega mesta pokrivajo 114.000 kvadratnih metrov in so obdane z velikimi, utrjenimi kamnitimi zidovi, debelimi več kot dva metra in visokimi sedem metrov. Pravokotna mestna zasnova velikosti 370 m x 310 m temelji na rimskem mestnem načrtovanju in arhitekturi s kamnoseštvom, izposojenim od Bizantincev. Dve veliki aveniji, Cardo maximum, ki teče od severa proti jugu in Decumanus Maximus, ki teče od vzhoda proti zahodu, delita mesto na štiri kvadrante. Dve glavni aveniji, okrašeni s stebrišči in obkroženi s približno 600 trgovinami, se sekata pod tetrapilonom. Podzidki, stebri in kapiteli tetrapilona so spolije, ponovno uporabljene v omajadskem obdobju. Manjše ulice delijo zahodno polovico mesta na različno velike četrti.
Glavni spomeniki:
- Delno prezidana Velika palača, 59 m × 70 m, vključuje obzidje, pred njo pa niz arkad. Njen osrednji hosh (dvorišče) je obdan s peristilom.
- Skoraj kvadratna Mala palača, 46 m × 47 m, izstopa po številnih okrasnih fragmentih in bogato okrašenem osrednjem vhodu.
- Med obema palačama se nahaja mošeja, velika 45 m × 32 m.
- Terme, zgrajene po rimskem vzoru.

Številni odlomki frizov z rastlinskimi, figurativnimi in geometrijskimi motivi pričajo o nekoč bogato okrašenih stavbah.

## Demografija
Večina andžarskih Armencev armenski pravoslavci, ki pripadajo Armenski apostolski cerkvi in Svetemu sedežu v Kilikiji. Armenska apostolska cerkev svetega Pavla je druga največja armenska cerkev v Libanonu.
Armenska apostolska skupnost ima svojo šolo, srednjo šolo Haratch Calouste Gulbenkian. Leta 1940 je glavni urednik armenskega časopisa Haratch v Parizu Shavarsh Missakian organiziral akcijo zbiranja sredstev med Armenci, ki so živeli v Franciji, kar je omogočilo gradnjo osnovne šole Haratch poleg novoustanovljene armenske apostolske cerkve sv. Uradna otvoritev šole je potekala leta 1941. Uprava fundacije Calouste Gulbenkian je prispevala k razširitvi šole, ki je bila poimenovana v čast Calouste Gulbenkian.
Armenska katoliška cerkev Marije rožnega venca v Andžarju služi kot cerkev za armenske katoličane, ki vodijo tudi šolo armenskih katoliških sester. Na začetku je imela šola dva oddelka, St. Hovsep za dijake in Sestre Brezmadežne za dijakinje. Leta 1954 sta bila ta oddelka združena. Leta 1973 je bila uradno odprta sirotišnica Aghajanian, ki je od leta 1968 že delovala kot armensko-katoliška sirotišnica.
Armenska evangeličanska cerkev v Andžarju deluje, da bi služila majhni armenski evangeličanski skupnosti v Andžarju. Šolo protestantske skupnosti je leta 1948 ustanovila sestra Hedwig Aienshanslin kot del svojega misijonskega dela v Andžarju. Leta 1953 je šola, ki je že postala srednja šola, prerasla v srednjo šolo. Ima dnevne tečaje in internate za študente iz drugih regij, ki tam ostanejo vso zimo.

## Gospodarstvo
Gospodarstvo Andžarja večinoma temelji na storitvah, z zelo malo kmetijskimi in industrijskimi dejavnostmi. Daleč največji zasebni delodajalec je podjetje Shams (dobesedno 'Sonce'), lokalno družinsko podjetje, ki je začelo kot majhna restavracija na glavni ulici vasi v šestdesetih letih dvajsetega stoletja. Danes ima podjetje številne nepremičnine na območju Andžarja in njegove okolice, vključno s hoteli, letovišči, bencinsko črpalko, kegljiščem itd.
Pomemben delodajalec je tudi občina. Plačuje plače učiteljem, javnim uslužbencem in osebju organov pregona. Za razliko od preostale države, kjer policijo zagotavlja centralna vlada, ima Andžar svojo občinsko policijo, ki nosi temnozelene uniforme in poroča občini namesto ministrstvu za notranje zadeve.
Andžar ima številna majhna družinska podjetja, ki tvorijo hrbtenico lokalnega gospodarstva. Nekaterim od teh podjetij je uspelo zasloveti in tako pridobiti stranke iz vse države. Na primer, Coiffure Yessoug, lokalna brivska in kozmetična trgovina, je eden najbolj priljubljenih salonov za kmalu poročene ženske, ki ima reklamne panoje vse do Bejruta.

## Galerija
- Loki in stebri
- Pogled na najdišče, Andžar
- Velika palača
- Tetrapilon, Andžar
- Zunanje obzidje Velike palače, Andžar
- Armenska cerkev sv. Poghosa v Andžarju (notranji pogled)
- Armenska katoliška cerkev v Andžarju
- Pogled na mesto